# Eurytoma brevicoxa
Eurytoma brevicoxa är en stekelart som beskrevs av Zerova och Cam 2003. Eurytoma brevicoxa ingår i släktet Eurytoma och familjen kragglanssteklar.
Artens utbredningsområde är Turkiet. Inga underarter finns listade i Catalogue of Life.